# Ovis aries
A ovelha (Ovis aries) é um mamífero ruminante bovídeo da sub-família Caprinae. O carneiro é o macho da ovelha e os juvenis são cordeiros, anhos ou borregos.
É um animal de enorme importância econômica como fonte de carne, laticínios, lã e couro. Criado em cativeiro em todos os continentes, a ovelha foi domesticada na Idade do Bronze a partir do Urial (Ovis vignei), que vive actualmente nas montanhas da Turquia e Iraque, ou de outras espécies da ovinos da região.
As ovelhas são, quase sempre, criadas em rebanhos. O manejo requer cuidados, seja pelo fato de se tratar de um rebanho grande, ou por serem animais sensíveis. Nas regiões mais frias, como no sul do Brasil, o cuidado com as  crias recém-nascidas deve ser intenso, já que a época de partos coincide com os meses de inverno, quando se tratar de raças que possuem sazonalidade reprodutiva.
Além do frio, os criadores devem atentar para raposas, lobos e outros predadores, que cercam as fêmeas e roubam-lhes os filhotes.
A lã, retirada no início do verão, importante fonte de renda para o criador, torna a crescer, garantindo ao animal a sua própria defesa ao frio.
Basicamente, a ovelha (fêmea) é um animal dócil, e sem nenhum mecanismo natural de defesa; o que deve ter influenciado para, na cultura popular, estar associada à ideia de inocência. No caso dos carneiros (machos) é necessária alguma precaução com alguns animais mais agressivos, pois estes podem usar as hastes de forma perigosa.
As ovelhas não tem os sentidos aguçados como outros animais. Se destacam sua audição baixa, olfato reduzido, sua visão é também inferior a outros ovinos. No entanto sua memória é de grande capacidade.

## Descrição
Ovelhas domésticas são ruminantes relativamente pequenos, usualmente com pelagem ondulada denominada lã e muitas vezes com cornos que formam uma espiral lateral. As ovelhas domésticas diferem dos seus parentes selvagens e dos seus ancestrais em vários aspectos, tendo ficado unicamente neoténicos como resultado de cruzamentos selectivos por parte de humanos.

## Domesticação

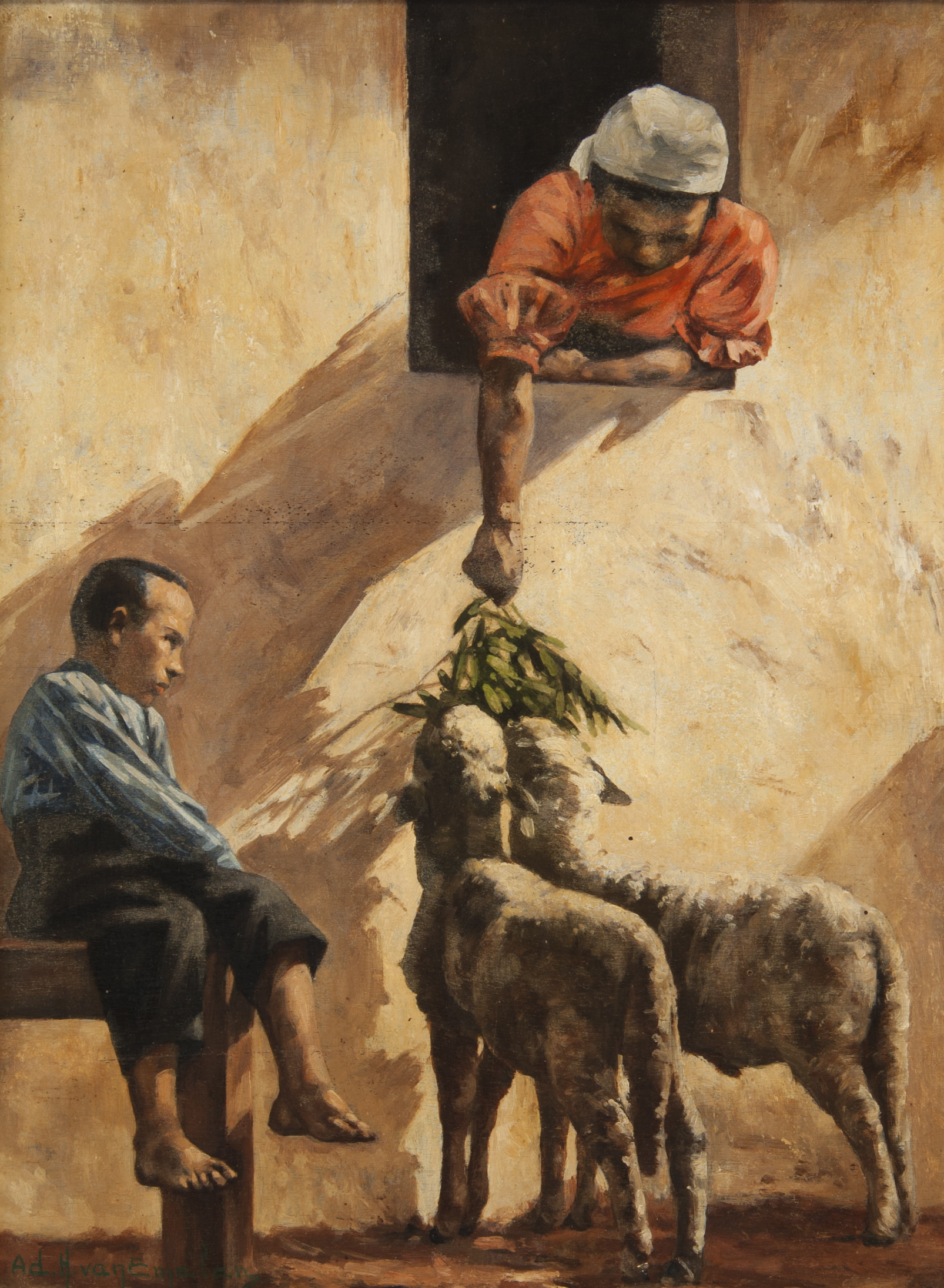
Mulher na Janela Alimentando Cordeiros, pintura de Adrien Henri Vital van Emelen.

As ovelhas domésticas são descendentes do muflão-asiático, que é encontrado nas montanhas da Turquia ao Irã meridional. Evidências da domesticação datam de 9000 a.C. no que é hoje o Iraque. O muflão foi considerado um dos dois ancestrais da ovelha doméstica, após análises de DNA. Embora o segundo ancestral não foi identificado, pois o urial e o argali foram desconsiderados. O urial (O. Vignei) é encontrado do nordeste do Irã ao noroeste da Índia, ele possui um número maior de cromossomos (58) que a ovelha doméstica(54) sendo assim um improvável ancestral da ovelha, mas ele cruza-se com o muflão. A ovelha argali (Ovis ammon) da Ásia interior (Tibete, Himalaia, Montes Altai, Tien-Shan e Pamir) tem 56 cromossomos e a ovelha-das-neves-siberiana(Ovis nivicola) tem 52 cromossomos.
Evidências das primeiras domesticações são encontradas no Pré-Cerâmica Neolítico B de Jericó em Xanidar. As ovelhas de lã enrolada são encontradas somente desde a Idade do Bronze. Raças primitivas, como a Scottish Soay tinham que ser arrancados (um processo chamado rooing), em vez de cortados, porque os pelos eram ainda mais longos do que a lã macia, ou a lã devia ser coletada do campo depois que caía. O muflão-europeu (Ovis musimon) encontrado na Córsega e na Sardenha assim como em Creta e a extinta ovelha-selvagem-do-Chipre são possíveis descendentes das primeiras ovelhas domésticas que se tornaram selvagens.

## Raças

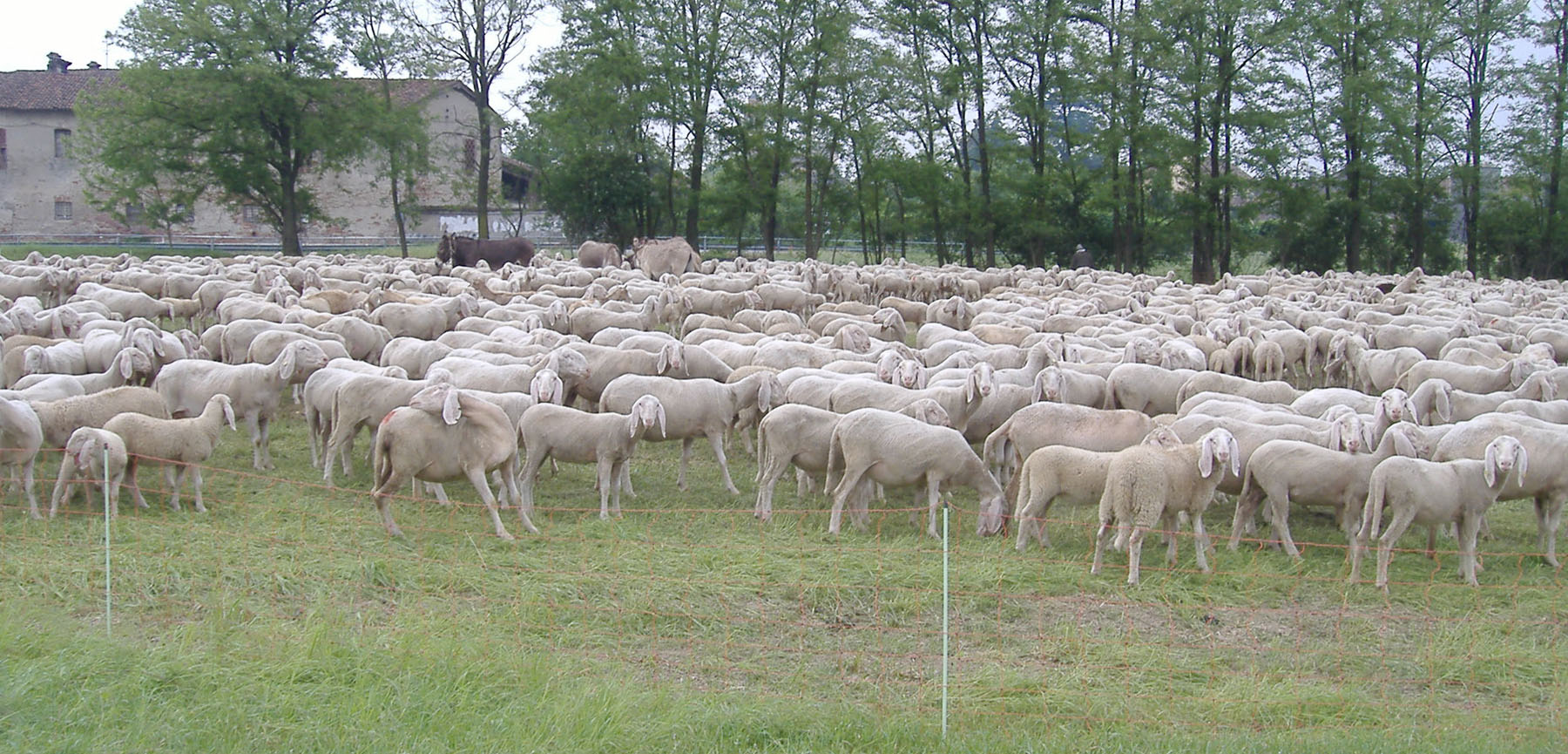
Ovelhas em Lodi, Itália.

Existem várias raças de ovelha, mas elas são geralmente sub-divididas em raças de lã, raças de leite, e raças de carne, raças de dupla aptidão.
Fazendeiros desenvolveram raças de lã, obter quantidade e qualidade superior, comprimento da lã e grau de friso na fibra. As principais raças de lã são Merino, Rambouillet, Romney, Herdwick e Lincoln. Drysdale é uma raça específica para produzir lãs para tapetes.
Raças de carne incluem a Suffolk, Hampshire, Dorset, Columbia, Texel, Andryan[carece de fontes?] e Montadale.
Raças de lã com dupla-finalidade são criadas concentrando-se no crescimento rápido e em facilidade de tosquia. Uma ovelha fácil de cuidar é a  Coopworth que tem lã longa e boa qualidade na produção de carne. Outra raça de dupla-finalidade é a Corriedale. Em algumas usadas às vezes em cruzamentos, com a finalidade de maximizar ambas as saídas, por exemplo, ovelhas Merino que fornecem lã podem ser cruzadas com carneiros Suffolk para produzir cordeiros que são robustos e apropriados para o mercado de carne.
Raças de dupla aptidão, é a primeira subdivisão de ovelhas domésticas a existir, criadas para carne e couro. São prolíficas e altamente resistentes a doenças e aos parasitas. Dorpers e Kahtahdins são raças compostas de cruzas de raças de lã e de dupla aptidão com graus diferentes de misturas de lã/pêlo.  Ovelhas de pelo verdadeiras como a St. Croix, a Barbados Blackbelly, Mouflon, Morada Nova, Santa Inês e a Royal White perdem a fibra protetora que reveste o pelo no Verão e no Outono. Os carneiros de pelo estão tornando-se mais populares pelo seu aspecto de não necessitar tosquia.

### Raças Autóctones Portuguesas
Portugal conta com a presença de 15 raças autóctones de ovelhas:
- Bordaleira Entre Douro e Minho (Minho)
- Campaniça (Baixo Alentejo e Algarve)
- Churra Algarvia (Algarve)
- Churra Badana (Trás-os-Montes - Terra Quente)
- Churra da Terra Quente (Trás-os-Montes/Terra Quente)
- Churra do Campo (Raia da Beira Baixa)
- Churra do Minho (Minho)
- Galega Bragançana Preta ou Branca (Trás-os-Montes/Terra Fria Transmontana)
- Galega Mirandesa (Trás-os-Montes/Planalto mirandês)
- Merina Branca (da Estremadura ao Algarve)
- Merina da Beira Baixa (Beira Baixa)
- Merina Preta (Beira Interior e Alentejo)
- Mondegueira (Norte do Alto Mondego)
- Saloia (Zona rústica de Lisboa, Setúbal)
- Serra da Estrela (zona da bacia do rio Mondego)

De resto, na produção de ovinos em Portugal destaca-se uma lista de produtos com denominação de origem protegida que era composta, em 2012, por 3 referências.

## Importância econômica
| Estoques globais de ovinos - 2023 (em milhões de cabeças) | Estoques globais de ovinos - 2023 (em milhões de cabeças) |
| --------------------------------------------------------- | --------------------------------------------------------- |
| China                                                     | 295,6                                                     |
| Austrália                                                 | 106                                                       |
| União Europeia (15 nações)                                | 98,7                                                      |
| Índia                                                     | 62,5                                                      |
| CEI                                                       | 64                                                        |
| Irão                                                      | 54                                                        |
| Sudão                                                     | 48                                                        |
| Nova Zelândia                                             | 40                                                        |
| Brasil                                                    | 32,5                                                      |
| Reino Unido                                               | 30,2                                                      |
| África do Sul                                             | 25,3                                                      |
| Turquia                                                   | 25,2                                                      |
| Paquistão                                                 | 24,9                                                      |
| Nigéria                                                   | 23                                                        |
| Espanha                                                   | 22,5                                                      |
| Todos os outros                                           | 337,3                                                     |
| Total                                                     | 1,079,7                                                   |
| Fonte: FAO                                                |                                                           |

A criação de ovelhas (ovinocultura) é uma atividade que tem ocupado fazendeiros desde os tempos mais remotos, pois este animal pode fornecer leite, lã, couro e carne. No século XXI as ovelhas ainda constituem importância vital na economia de vários países. Os maiores produtores de ovelhas (per capita), estão no hemisfério sul, excetuando a República Popular da China, e incluem Nova Zelândia, Austrália, Argentina, Uruguai e Chile.
No Reino Unido a importância do comércio de lã era tão grande que na câmara superior do parlamento (a Casa dos Lordes) o Lorde Chanceler senta-se numa almofada conhecida como saco de lã (woolsack).
A sua carne é consumida no mundo inteiro. Seu leite é usado para produzir diversos tipos de queijo, entre os mais conhecidos estão o roquefort. Em alguns lugares do mundo, como a Sardenha, a ovinocultura tornou-se a principal atividade econômica.
Mesmo nos dias atuais, o investimento em rebanhos fornece retornos financeiros de até 400% do seu custo anual (incluindo ganhos reprodutivos).

## Galeria

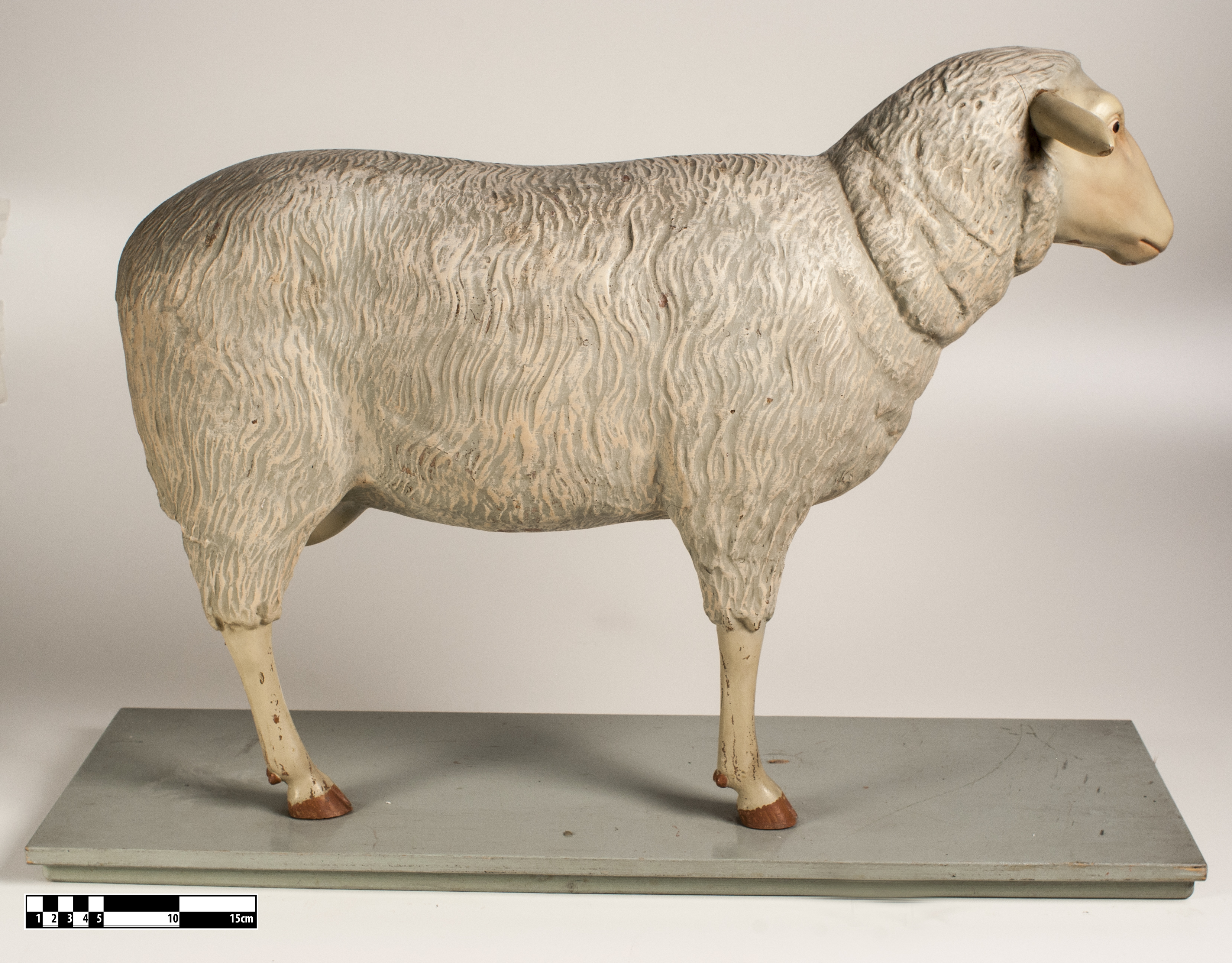
Modelo diático de uma ovelha.
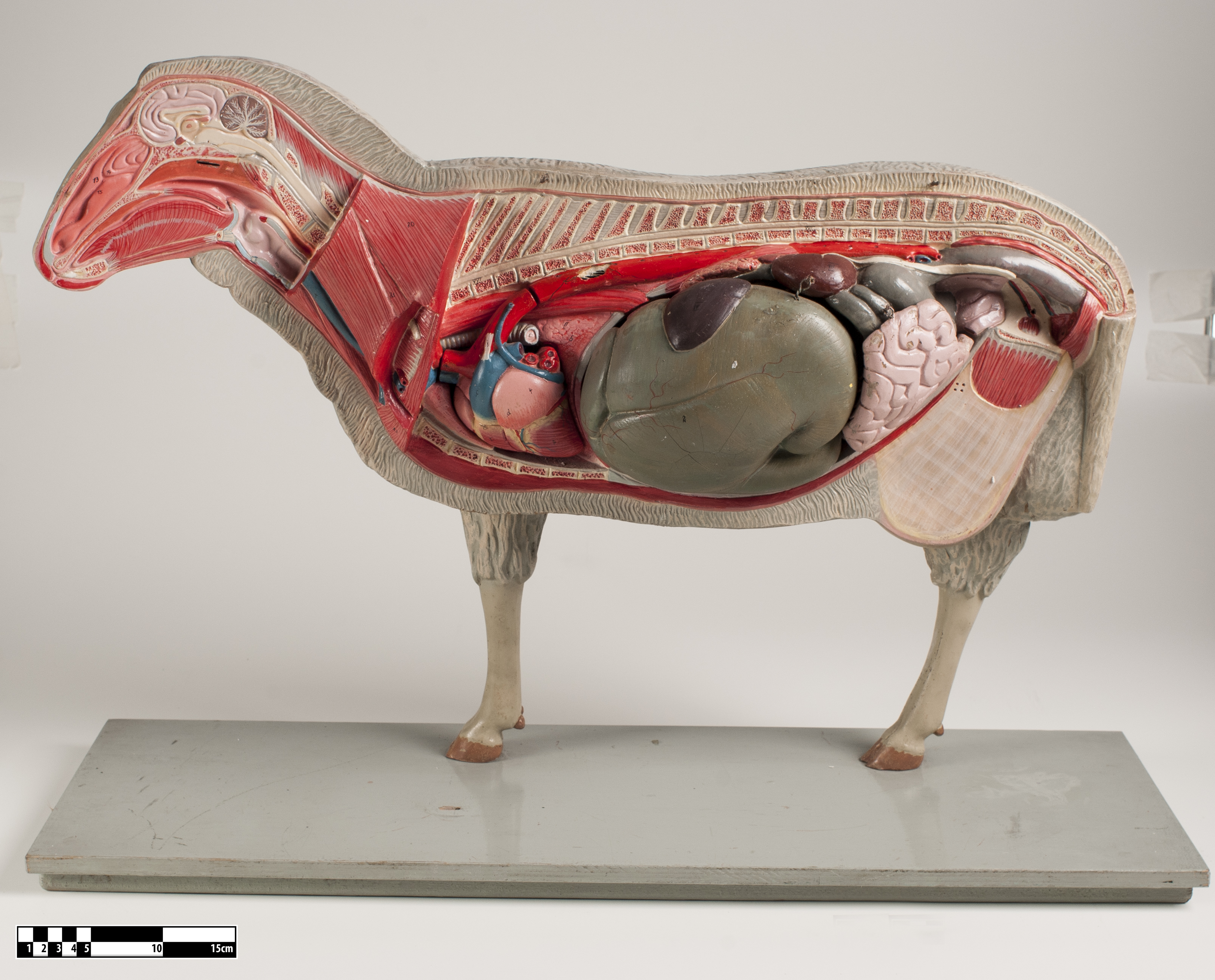
Modelo diático que representa os órgãos internos de uma ovelha.
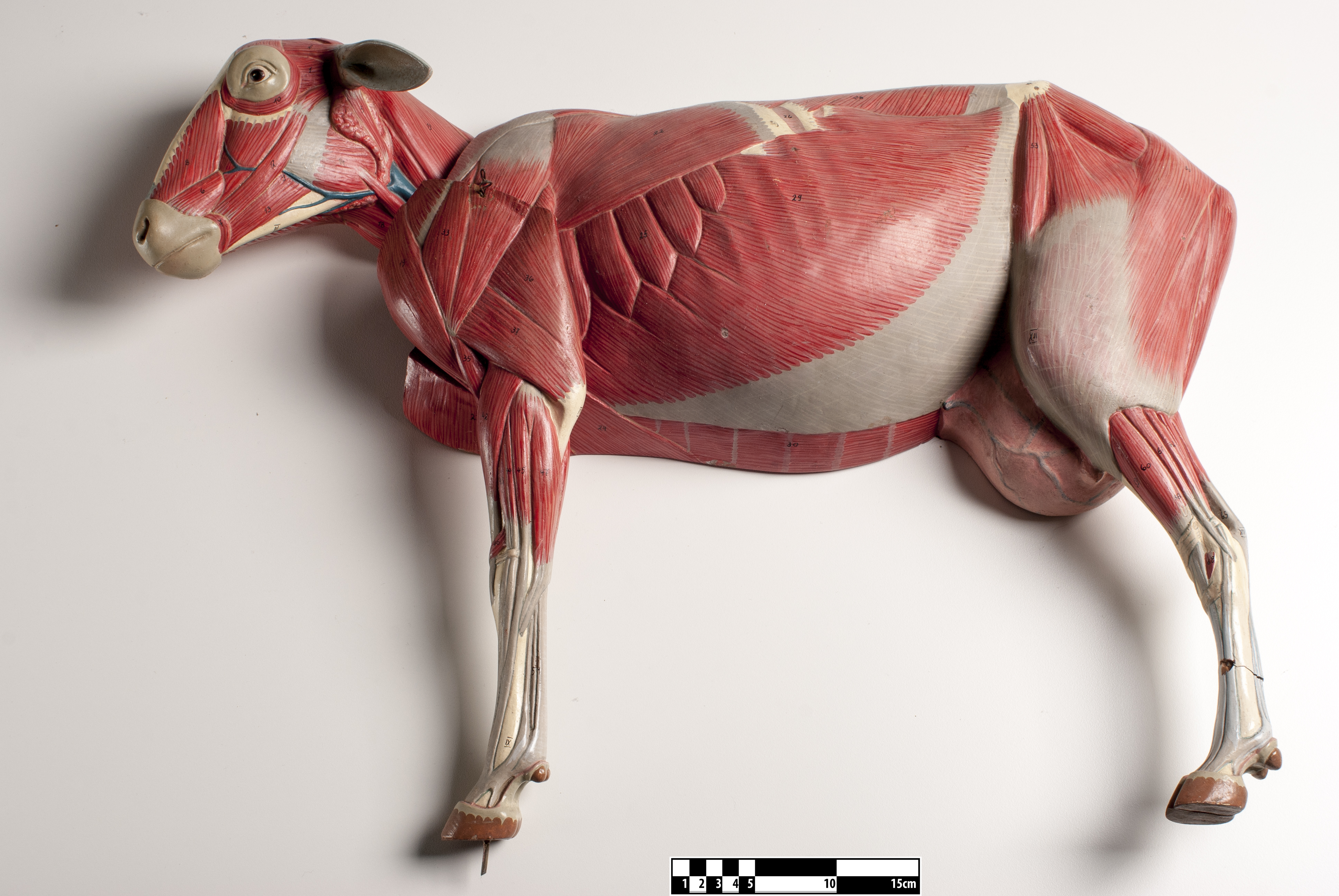
Modelo diático que representa a estrutura muscular de uma ovelha.
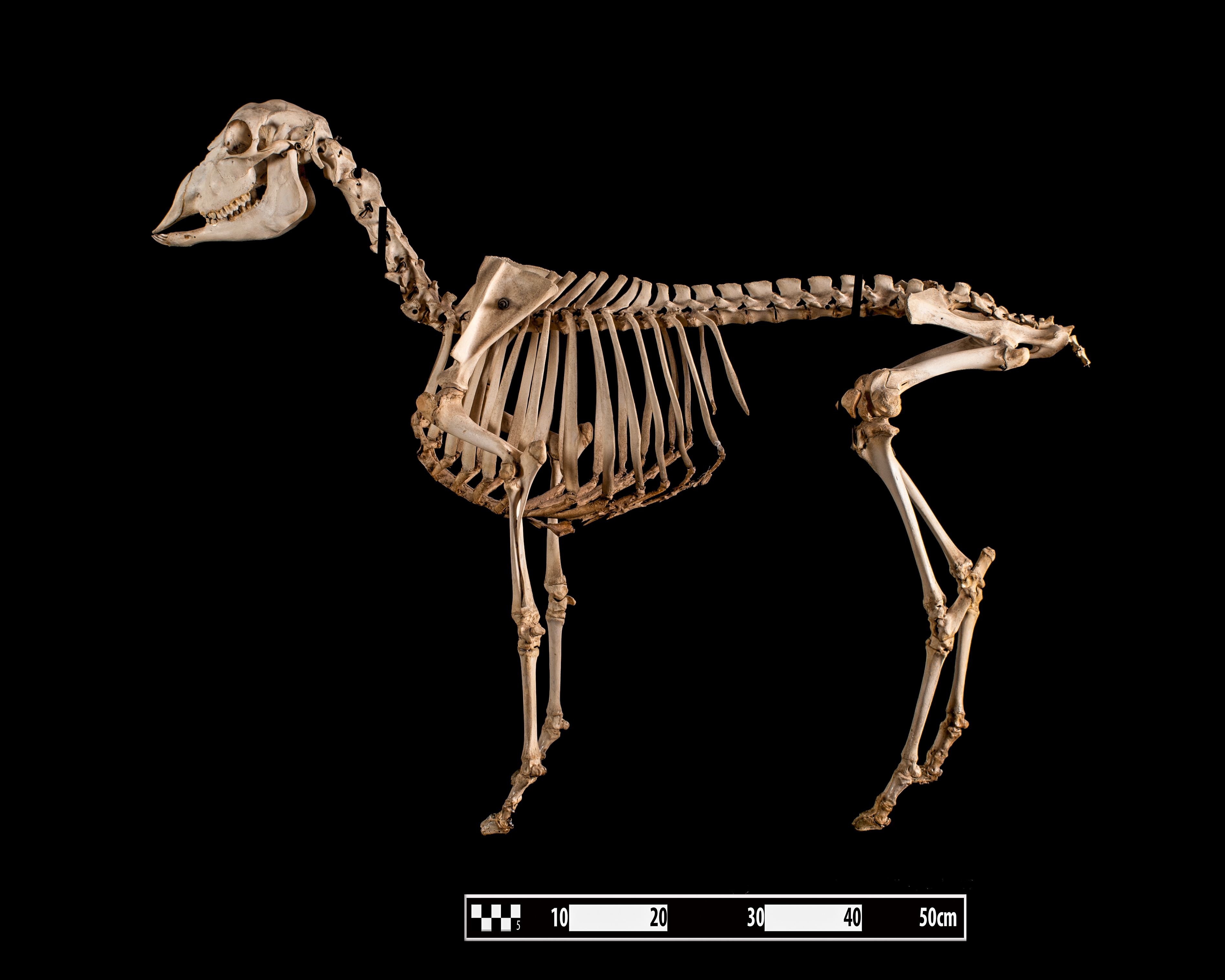
Esqueleto de uma ovelha montado via técnica de maceração